# اس‌بی‌ای
اس‌بی‌ای (انگلیسی: SBA) شرکت سرمایه‌گذاری املاک و مستغلات آمریکایی است، که در سال ۱۹۹۹ تأسیس شد.